# 274
| [ Edytuj tabelę ] |                    |
| Król Aksum        | - 270 Endubis 300  |
| Cesarz Chin       | - 265 Sima Yan 290 |
| Władca Korei      | - 270 Sŏch’ŏn 292  |
| Papież            | - 269 Feliks I 274 |
| Król Persji       | - 273 Bahram I 276 |
| Cesarz Rzymu      | - 270 Aurelian 275 |

Rok 274 / CCLXXIV
stulecia: II wiek ~
III wiek ~
IV wiek

lata: 264 «
269 «
270 «
271 «
272 «
273 «
274
» 275
» 276
» 277
» 278
» 279
» 284

## Wydarzenia
Cesarstwo rzymskie
- Cesarz Aurelian odbył triumf w Rzymie.
- Ostateczna ewakuacja rzymskiej Dacji.
- 25 grudnia – dedykacja świątyni Sol Invictus w Rzymie.

## Zmarli
- 18 sierpnia – Agapit z Palestriny, męczennik (ur. 259).
- 30 grudnia – Feliks I, papież.